# Varpavaara
Varpavaara är en kulle i Finland. Den ligger i Suomussalmi och landskapet Kajanaland, i den nordöstra delen av landet, 600 km norr om huvudstaden Helsingfors. Toppen på Varpavaara är 262 meter över havet. Varpavaara ligger vid sjön Tulijärvi.
Terrängen runt Varpavaara är huvudsakligen platt.  Trakten runt Varpavaara är nära nog obefolkad, med mindre än två invånare per kvadratkilometer.